# Élan Ricardo
Élan Joseph Ricardo Ochoa (Barranquilla, 20 febbraio 2004) è un calciatore colombiano, centrocampista dell'Athl. Paranaense, in prestito dal Beşiktaş.

## Carriera
È cresciuto nel settore giovanile del La Equidad ed ha debuttato in prima squadra il 20 aprile 2022 nell'incontro di Copa Colombia vinto 2-0 contro l'Atlético Bucaramanga. Il 19 aprile dell'anno seguente ha esordito anche in Categoría Primera A nel pareggio per 1-1 contro il Jaguares.
Il 10 febbraio 2024 ha segnato il suo primo gol in carriera realizzando un rigore nell'incontro pareggiato 1-1 contro il Deportes Tolima. Nel corso della stagione si è guadagnato un posto da titolare nel centrocampo del club colombiano, segnando 8 reti in 42 incontri.

## Statistiche

### Presenze e reti nei club
Statistiche aggiornate al 9 gennaio 2025.
| Stagione        | Squadra         | Campionato      | Campionato | Campionato | Coppe nazionali | Coppe nazionali | Coppe nazionali | Coppe continentali | Coppe continentali | Coppe continentali | Altre coppe | Altre coppe | Altre coppe | Totale | Totale | Totale |
| Stagione        | Squadra         | Comp            | Pres       | Reti       | Comp            | Pres            | Reti            | Comp               | Pres               | Reti               | Comp        | Pres        | Reti        | Pres   | Reti   |        |
| --------------- | --------------- | --------------- | ---------- | ---------- | --------------- | --------------- | --------------- | ------------------ | ------------------ | ------------------ | ----------- | ----------- | ----------- | ------ | ------ | ------ |
| 2022            | La Equidad      | A               | 0          | 0          | CC              | 1               | 0               | -                  | -                  | -                  | -           | -           | -           | 1      | 0      |        |
| 2023            | La Equidad      | A               | 3          | 0          | CC              | 0               | 0               | -                  | -                  | -                  | -           | -           | -           | 3      | 0      |        |
| 2024            | La Equidad      | A               | 40         | 8          | CC              | 2               | 0               | -                  | -                  | -                  | -           | -           | -           | 42     | 8      |        |
| Totale carriera | Totale carriera | Totale carriera | 43         | 8          |                 | 3               | 0               |                    | -                  | -                  |             | -           | -           | 46     | 8      |        |